# Xenolit

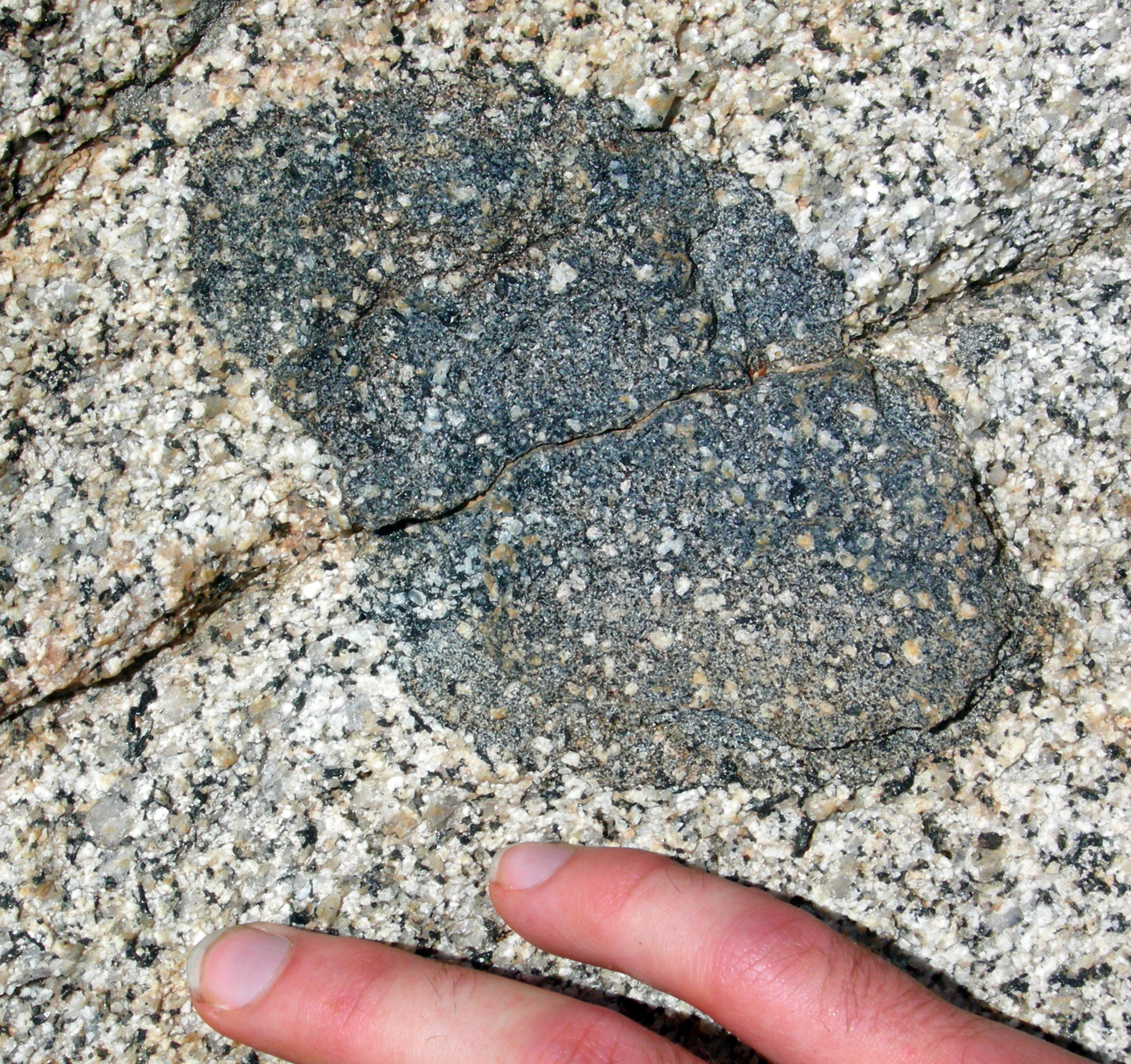
Gabroidní xenolit v žule; východní Sierra Nevada, Rock Creek Canyon, Kalifornie, USA

Xenolit je název fragmentu horniny nebo minerálu (tehdy se nazývá xenokryst), uzavřeného v horninovém bloku, který má vůči tomuto bloku výrazně odlišné složení (uzavřenina horniny stejného, příp. podobného typu se nazývá autolit).
Tímto termínem se často označují úlomky hornin v magmatitech, které se dostaly do magmatu během jeho výstupu k povrchu, ale xenolity se dají najít i v sedimentech, případně v meteoritech. Xenolity mohou být částečně asimilované, zejména na jejich okrajích, kde docházelo k reakcím s okolním magmatem.
Xenolity bazických a ultrabazických hornin (jako peridotity, kimberlity a lamprofyry) poskytují geologům nezastupitelný nástroj pro získávání představ o vnitřní stavbě svrchního pláště, jelikož během výstupu magma strhává okolní horniny, které vynáší do vyšších oblastí. Chemická a minerální analýza je jedním z mála způsobů jak přímo zkoumat materiál, který se na zemském povrchu nevyskytuje a který se nachází v plášti.
V kimberlitech přítomnost určitých minerálů v xenolitech indikuje hloubku, z jaké byl kimberlit vynesen na povrch Země (např. plagioklas je stabilní do 25 km, spinely v hloubkách 25 až 60 km a pod 60 km se stabilními stávají granáty s obsahem hliníku – grosulár, pyrop).